# Мирне (П'ятихатська міська громада)
Мирне — селище в Україні, П'ятихатській міській громаді Кам'янського району Дніпропетровської області.
Населення — 461 мешканець.

## Географія
Селище Мирне знаходиться на відстані 1 км від села Красна Воля, за 2 км від села Суха Балка, за 5 км від міста П'ятихатки. Поруч проходить автомобільна дорога Р74 і залізниця, станція Жовті Води I.

## Населення

### Мова
Розподіл населення за рідною мовою за даними перепису 2001 року:
| Мова       | Кількість | Відсоток |
| ---------- | --------- | -------- |
| українська | 419       | 90.89%   |
| російська  | 34        | 7.38%    |
| угорська   | 7         | 1.52%    |
| білоруська | 1         | 0.21%    |
| Усього     | 461       | 100%     |

## Інтернет-посилання
- Погода в селищі Мирне [Архівовано 20 грудня 2011 у Wayback Machine.]

1. ↑  Рідні мови в об'єднаних територіальних громадах України — Український центр суспільних даних